# الصلیف
الصلیف (الحدیده) (به عربی: الصلیف) یک منطقهٔ مسکونی در یمن است که در صلیف واقع شده‌است.